# Krishna
Krishna (/ˈkrɪʃnə/, tiếng Phạn: कृष्ण; IAST: Kṛṣṇa) là vị thần chủ chốt trong Ấn Độ Giáo. Ngài được tôn thờ như một thế thân của Visnu và tự ngài cũng là vị thần lớn. Ngài là vị thần của lòng trắc ẩn, tình yêu, và trí tuệ và là một trong những vị thần được tôn kính và ca tụng rộng rãi trong các vị thần Ấn Độ. Krishna thường được miêu tả như có làn da xanh thẳm như vũ trụ và đi cùng với sợi lông chim công trên đầu và một cây sáo.

## Tên và danh hiệu
Chữ Phạn của tên gốc Kṛṣṇa là một tính từ có nghĩa là "Đen" hoặc "Tối", thỉnh thoảng nó cũng được dịch là "tất cả hấp dẫn". Với tư cách là một tên của Vishnu, Krishna được liệt kê là tên thứ 57 trong Vishnu Sahasranama.